# Wilhelm Lohmeyer
Wilhelm Lohmeyer (* 8. September 1912 in Stieghorst, Bielefeld; † 27. Dezember 2012 in Hamburg) war ein deutscher Gärtner, Pflanzensoziologe und Vegetationskundler. Sein offizielles botanisches Autorenkürzel lautet „Lohmeyer“

## Leben und Wirken
Nach seinem Abitur in Bielefeld machte Lohmeyer eine Gärtnerlehre und arbeitete als Gärtnergehilfe in einer Gärtnerei.
Ab 1935 studierte Lohmeyer Landespflege an der Friedrich-Wilhelms-Universität Berlin, an der Philipps-Universität Marburg und an der Friedrich-Schiller-Universität Jena.
Während seines Studiums lernte er das Gebiet der Pflanzensoziologie kennen.
Auf Anregung von Reinhold Tüxen nahm er von 1936 bis 1937 an der Erforschung der Pflanzengesellschaften entlang der Reichsautobahntrassen teil.
Von 1938 bis 1940 arbeitete er bei der Versuchsstelle für forstliche Bodenkunde.
1938 bearbeitete er die Vegetationskarte für die Forstanstalt Heldburg unter pflanzensoziologischen Gesichtspunkten.
Von 1939 bis 1945 war er Mitglied der Forschungsstaffel z. b. V.
Nach dem Zweiten Weltkrieg arbeitete Lohmeyer in der Bundesanstalt für Vegetationskartierung in Stolzenau.
Diese wurde 1962 mit der Bundesanstalt für Naturschutz u. Landschaftspflege in Bad Godesberg zur Bundesanstalt für Vegetationskunde, Naturschutz und Landschaftspflege zusammengefasst. Ab 1976 hieß sie Bundesforschungsanstalt für Naturschutz und Landschaftsökologie, seit 1993 ist es das Bundesamt für Naturschutz.
1975 wurde Lohmeyer pensioniert. Er starb über 100-jährig in Hamburg.

## Ehrungen
1988 wurde Lohmeyer die Ehrendoktorwürde der Technischen Universität Berlin verliehen.
Er erhielt diese Auszeichnung für seine Leistungen auf dem Gebiet der Vegetationskunde und ihre Anwendung im Natur- und Umweltschutz.
Außerdem wurde Lohmeyer mit der Silberpflanze der Loki Schmidt Stiftung ausgezeichnet.

## Schriften
- Angewandte Pflanzensoziologie – Heft 3. Die Pflanzengesellschaften der Eilenriede bei Hannover. Erläuterungen zur Vegetationskarte zusammen mit Reinhold Tüxen, 1951
- Die Pflanzengesellschaften der Eilenriede bei Hannover, 1951, Zentralstelle für Vegetationskartierung
- Über die Herkunft einiger nitrophiler Unkräuter Mitteleuropas, 1954, Den Haag: Junk
- Über die Auswirkungen des Gehölzbewuchses an kleinen Wasserläufen des Münsterlandes auf die Vegetation im Wasser und an den Böschungen im Hinblick auf die Unterhaltung der Gewässer zusammen mit Albrecht Krause, Bonn-Bad Godesberg: Bundesanstalt für Vegetationskunde, Naturschutz und Landschaftspflege, 1975, ISBN 9783784320595
- Reste bäuerlicher Kulturlandschaft, Köln Fries, 1978, OCLC 246384558
- Florenliste von Nordrhein-Westfalen, Landesanstalt f. Ökologie, Bodenordnung u. Forsten, 1982, ISBN 978-3891740071
- Rasenansaaten und ihre Fortentwicklung an Autobahnen : Beobachtungen zwischen 1970 und 1988, Bonn Bad Godesberg: Bundesforschungsanstalt für Naturschutz und Landschaftsökologie ; Münster : Vertrieb Landwirtschaftsverlag, 1989, ISBN 9783784320694
- Agriophyten in der Vegetation Mitteleuropas zusammen mit Herbert Sukopp, Landwirtschaftsverlag Münster, 1995, ISBN 978-3784320731
- Baeche in Koeln 2 Bezirk 8, Koeln der Oberstadtdirektor – Tiefbaudezernat, Gruenflaechenamt, OCLC 1070019466